# 凯日
凯日（法語：Queige，法語發音：[kɛʒ]）是法国萨瓦省的一个市镇，属于阿尔贝维尔区。

## 地理
凯日（45°43'11"N, 6°27'33"E）面积32.61 平方千米，位于法国奥弗涅-罗讷-阿尔卑斯大区萨瓦省，该省份为法国东部省份，历史上为薩伏依的一部分，北起上萨瓦省，西接伊泽尔省和安省，南部和东部与上阿尔卑斯省和意大利接壤。
与凯日接壤的市镇（或旧市镇、城区）包括：阿尔贝维尔、博福尔、塞萨尔什、马尔托、图尔昂萨瓦、于日讷、旺通。

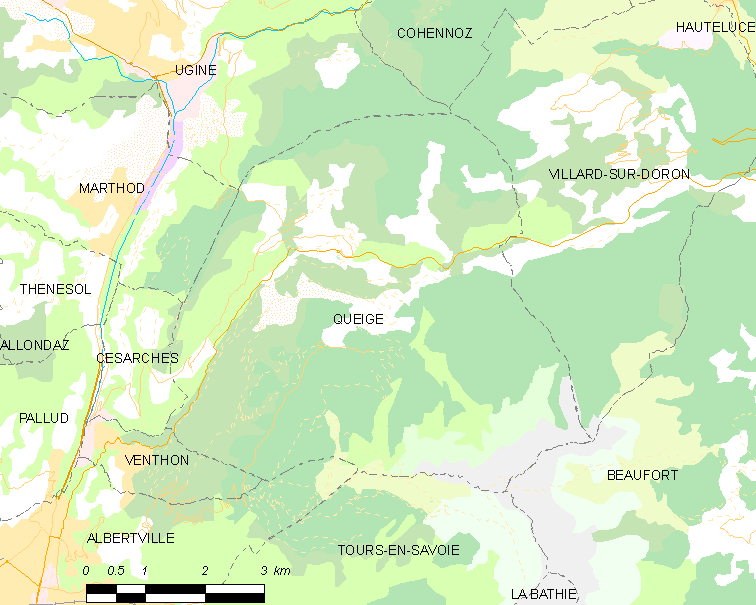
凯日的OSM定位图

凯日的时区为UTC+01:00、UTC+02:00（夏令时）。

## 行政
凯日的邮政编码为73720，INSEE市镇编码为73211。

## 政治
凯日所属的省级选区为于日讷县。

## 人口

1962-2008年间凯日人口变化图示

凯日于2022年1月1日时的人口数量为901人。